# Big Electric Chair
Big Electric Chair (en français : Grande Chaise électrique) est une série de sérigraphies sur toile de l'artiste américain Andy Warhol achevée en 1968.

## Description
Big Electric Chair, créée en 1967, fait partie d'une série d'œuvres d'Andy Warhol représentant une chaise électrique. La mort par électrocution était un sujet controversé à New York, où l'artiste vivait et travaillait, surtout après les deux dernières exécutions à la prison Sing Sing en 1963. La chaise vide est considérée comme une métaphore de la mort. Warhol a obtenu une photographie de la chambre d'exécution vide, qui est devenue la base de cette série.